# Grisedale Beck (Clough River)
Der Grisedale Beck ist ein kleiner Fluss in Cumbria, England. Der Grisedale Beck entsteht am Baugh Fell und fließt in nördlicher Richtung den Berg hinunter, um dann an dessen Fuß einen Bogen nach Südosten zu vollziehen und den Catmire Gill aufzunehmen. Der Grisedale Beck fließt in südlicher Richtung, bis er am Weiler Clough nördlich des Bahnhofs Garsdale Station an der Bahnstrecke Settle–Carlisle mit der Aufnahme mehrerer kleiner Bäche einen Bogen nach Westen vollzieht und damit zum Clough River wird.